# Gerhard Richter
Pour les articles homonymes, voir Richter.
Gerhard Richter, né à Dresde le 9 février 1932, est un artiste peintre allemand dont l'œuvre est reconnue, depuis les années 1980, « comme une expérience artistique inédite et remarquable ». Peintre polymorphe, il aborde tantôt des sujets figuratifs, tantôt produit des œuvres abstraites.

## Biographie
Gerhard Richter est né en 1932 à l'hôpital de Dresde ; il a grandi à Reichenau et à Waltersdorf en Haute-Lusace, où son père travaillait comme instituteur.
Après une formation initiale de peintre, il est admis à l'Académie des Beaux-arts de Dresde, à sa seconde candidature. Il y obtient une maîtrise, diplôme qui lui permet de bénéficier d'un atelier pour trois ans. Son intérêt pour la peinture abstraite, Jackson Pollock et Lucio Fontana en particulier, motive son passage à l'Ouest en 1961. Finalement établi à Düsseldorf, il est l'élève de Karl-Otto Götz et rencontre Sigmar Polke, Blinky Palermo et le futur galeriste Konrad Fischer-Lueg.

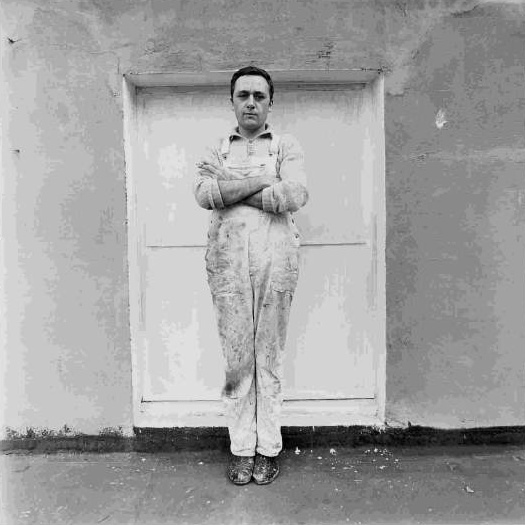
Gerhard Richter par Lothar Wolleh vers 1970

Il peint la première œuvre de son catalogue en 1962 : Tisch (« Table »), une huile peinte d'après une photographie de presse.
À la fois photographe du quotidien et peintre, il reproduit sur la toile les sujets de ses photos. Paysages, natures mortes et scènes intimes parsèment ainsi une œuvre par ailleurs essentiellement constituée d’œuvres abstraites qu'il nomme, invariablement, Abstraktes Bild (« Toile abstraite »). Les sources documentaires du travail de Gerhard Richter : les photos de presse, ses propres photos, les clichés d'amateur qu'il collectionne, ont été réunis pour former un atlas exposé pour la première fois en 1972.
Parallèlement à ses expositions personnelles, il exerce une activité de professeur dans plusieurs écoles d'art, notamment à Hambourg, Düsseldorf ou Halifax (Nouvelle-Écosse, Canada), il est notamment le professeur de l'artiste Pia Fries.
Il reçoit de nombreuses récompenses dont le Junger Western Art à Recklinghausen en 1967, le prix Arnold Bode à la Documenta de Cassel en 1981, le prix Oskar Kokoschka à Vienne en 1985, le Prix Wolf des Arts en Israël en 1994/95 et le Praemium Imperiale au Japon en 1997.
En 1957, son premier mariage l'unit à Marianne Eufinger, la future Ema de son Akt auf einer Treppe (Nu dans l'escalier, Cologne, musée Ludwig), référence au célèbre Nu descendant un escalier de Marcel Duchamp et manifeste de sa technique du flou dans la figuration initiée en 1963 (Hirsch). Sa fille Betty, née en 1966, aura trois toiles à son prénom : deux peintes en 1977 (deux gros plans de visage) et une en 1988. Dans cette dernière Betty, il la figure la tête tournée.
Deuxième mariage en 1982 avec la sculptrice Isa Genzken, sujet de deux portraits en 1990 (Isa).
Il se marie enfin en 1995 avec Sabine Moritz qui donnera naissance à leur fils Théo la même année ; tous deux seront les modèles de la série S. mit Kind (S. avec enfant). Enfin, il peindra son seul autoportrait connu en 1996, Selbstportrait.
Il vit et travaille désormais à Cologne.

## Style
Entre 1981 et 1983, alors que s'impose en RFA la peinture spontanée, subjective et colorée des Nouveaux Fauves, Gerhard Richter peint d'après ses photographies, des paysages enneigés, des bougies et des crânes. Il est fascinés par ces derniers, « notamment par la distance qu'ils instaurent ». Le recours à un motif pluridisciplinaire de l'histoire de l'art canalise l'expression de ses propres angoisses en les fondant dans la tradition. Cependant, il apporte une note absurde à l'adresse du memento mori en renversant le crâne, écho aux tableaux accrochés à l'envers de Georg Baselitz.

## Cote
- En novembre 2006, Ema (nude descending a staircase) (1992), a été vendu pour 320 000 $ chez Phillips à New York.
- Il est désormais l'artiste vivant le plus cher du monde (octobre 2012) puisque l'une de ses œuvres abstraites de 1994 a été vendue 34,2 millions de dollars[6].
- Nouveau record le 14 mai 2013 mais cette fois avec une œuvre figurative : Domplatz, Mailand 1968 vendue 37,1 M$ par Sotheby's.

## Citations
- « J’ai une santé moyenne, une taille moyenne (1,72 m), je suis moyennement beau. Si j'évoque ceci, c’est parce qu’il faut avoir ces qualités pour pouvoir peindre de bons tableaux. » (in Texte de l'exposition avec Sigmar Polke, 1966)
- « Mes tableaux sont sans objet ; mais comme tout objet, ils sont l’objet d’eux-mêmes. Ils n’ont par conséquent ni contenu, ni signification, ni sens ; ils sont comme les choses, les arbres, les animaux, les hommes ou les jours qui, eux aussi n’ont ni raison d’être, ni fin, ni but. Voilà quel est l’enjeu. (Mais il y a quand même de bons et de mauvais tableaux.) » (in Notes, 1984)
- « Les toiles abstraites mettent en évidence une méthode : ne pas avoir de sujet, ne pas calculer, mais développer, faire naître. » (in Notes, 1985)
- « Nous avons plus d'une douzaine d'écoles en Allemagne fédérale. Elles sont parasitées par les pires artistes allemands qui alimentent leur coterie grâce à un système incestueux et ennuyeux. Ces prétendus artistes, incapables de gagner leur croûte, y sont nommés professeurs, dotés d'ateliers, avec tout le prestige et l'argent que cela implique. Ils ne se contentent pas de cultiver et de répandre la sottise, d'en rebattre les oreilles aux étudiants, ils s'arrangent pour que chaque élève et tout nouveau collègue stagnent en deçà du niveau le plus bas. Ils peuvent ainsi rester eux-mêmes dans leur moisissure confinée sans être mis en danger. » (in Notes, 08/06/1983)
- « L’art est la plus haute forme de l’espoir. » (in catalogue de l'exposition collective Documenta 7, Cassel, 1982)

## Œuvre
- 1963 : Portrait du Prinz Sturda, huile sur toile, 150 x 110, musée d'Arts de Nantes.
- 1966 : Ema - Akt auf einer Treppe / Ema - Nu dans un escalier, au Musée Ludwig, à Cologne.
- 1971-1972 : 48 Porträts / 48 Portraits, au Musée Ludwig, à Cologne.
- 1973 : 1024 Farben (350-3), au musée national d'Art moderne, à Paris.
- 1981 : Nr.480 / 1, à la Kunsthalle de Bielefeld.
- 1982 : 
  - Merlin, dans la collection du Frac Bourgogne à Dijon.
  - Eisberg[7]
- 1982 - 1983 : Kerze (Bougie). En 1982, il commence à peindre selon sa technique de photo-peinture sur le thème des bougies. On dénombre plus de vingt cinq œuvres sur cette thématique. Une ses toiles de 1983 a été utilisé par le groupe de musique Sonic Youth pour la couverture de leur album de 1988 Daydream Nation[8].
- 1983 : 
  - Juni (527), au musée national d'Art moderne, à Paris.
  - Glenn, huile sur toile (190 × 501 cm) au musée d'Art moderne et contemporain de Saint-Étienne Métropole [9]
- 1986 : Abstrakt Nr. 599 / Abstrait n° 599, collection privée.
- 1988 : 
  - Betty, huile sur toile (102 × 72 cm) au musée Saint Louis Art Museum, à Missouri.
  - 18 octobre 1977 (de), série de quinze tableaux inspirée par la mort de trois membres de la Fraction armée rouge, Andreas Baader, Gudrun Ensslin et Jan-Carl Raspe, retrouvés morts à cette date dans leur cellule, Museum of Modern Art (MoMA), New York[10],[11]
- 1998 : Marine, huile sur toile, musée Guggenheim de Bilbao
- 2005 : Septembre, peinture réalisée 4 ans après les attentats du 11 septembre 2001 sur les tours jumelles du World Trade Center à New York, Museum of Modern Art (MOMA), New York[12].
- 2007 : Vitrail à la cathédrale de Cologne (11263 carreaux de verre colorés sur 113 m2)[13].
- 2014 : 20. November 2014, huile sur photographie coloré, 15 x 10 cm, pour le moment exposé à la Galerie Raphael Durazzo
- 2016 : Abstract paintings [946-3] ou Abstraktes Bild Tableau, 175 cm x 250 cm, huile sur toile, pour le moment exposé au Marian Goodman Gallery, New York, Etats-Unis.[14].

## Écrits
- Textes, Dijon, Les Presses du réel (coll. « Écrits d'artistes »), 1995, 327 p.  (ISBN 2-84066-015-6) : notes et entretiens réunis par Hans Ulrich Obrist, traduction française par Catherie Métais Bürhendt (présentation éditeur).

## Expositions (sélection)

### Expositions personnelles
- octobre 1970 : Gerhard Richter : Graphik 1965-1970, Musée Folkwang, Essen.
- 1er février - 21 mars 1977 : Gerhard Richter, Musée national d'Art moderne, Centre Georges Pompidou, Paris[15].
- janvier - février 1984 : Gerhard Richter, Musée d'Art et d'Industrie, Saint-Étienne.
- 2 août - 22 octobre 1989 : Gerhard Richter. Atlas der Fotos, Collagen und Skizzen, Städtische Galerie im Lenbachhaus, Munich

puis 14 février - 16 avril 1990 : Museum Ludwig, Cologne.
- 11 mai - 1er juillet 1990 : Gerhard Richter, 18. Oktober 1977, Musée des beaux-arts, Montréal.
- 23 septembre - 21 novembre 1993 : Gerhard Richter, Musée d'art moderne de la Ville de Paris[17].

puis 10 décembre 1993 - 13 février 1994 : Kunst- und Ausstellungshalle der Bundesrepublik Deutschland, Bonn ; 12 mars - 8 mai 1994 : Moderna Museet, Stockholm.
- 15 juin - 15 septembre 1996 : Gerhard Richter. 100 peintures, Carré d'art, Nîmes[18].
- 14 février - 21 mai 2002 : Gerhard Richter, Museum of Modern Art (MoMA), New York

puis 22 juin - 15 septembre 2002 : Art Institute of Chicago ; 11 octobre 2002 - 14 janvier 2003 : Museum of Modern Art, San Francisco.
- 12 février - 16 mai 2005 : Gerhard Richter, rétrospective, K20 - Musée d'art contemporain, Düsseldorf[19].

puis 14 juin - 21 août 2005 : Lenbachhaus, Munich.
- 19 janvier - 27 avril 2008 : Gerhard Richter, peinture de collections privées, Musée Frieder-Burda, Baden-Baden[20],[21].

puis 10 mai - 2 juillet 2008 : Musée d'Art national de Chine, Pékin ; 8 novembre 2008 - 4 janvier 2009 : Galerie nationale d'Écosse, Edimbourg.
- 2008 : Gerhard Richter, abstract paintings, galerie Marian Goodman, Paris[20].
- 7 mars - 1er juin 2009 : Richter en France, musée de Grenoble[22],[23].
- 5 février - 15 mai 2011 : Gerhard Richter. Bilder einer Epoche, Bucerius Kunst Forum, Hambourg.
- 6 octobre 2011 - 8 janvier 2012 : Gerhard Richter. Panorama, Tate Modern, Londres[24]

puis 12 février - 13 mai 2012 : Neue Nationalgalerie, Berlin ; 6 juin - 24 septembre 2012 : Centre Georges-Pompidou, Paris.
- 14 septembre 2013 - 5 janvier 2014 : Gerhard Richter. Streifen & Glas, Galerie Neue Meister, Albertinum, Dresde

puis 18 janvier - 21 avril 2014 : Kunstmuseum, Winterthour.
- 4 mars - 5 juillet 2020 : Gerhard Richter : painting after all, Metropolitan Museum of Art (Met), New York

puis 14 août 2020 - 19 janvier 2021 : Museum of Contemporary Art, Los Angeles.

### Expositions collectives
- 7 septembre - 31 octobre 2018 : Lebendige Skulpturen : Gilbert et George, Konrad Lueg, Sigmar Polke, Gerhard Richter, Sies + Höke Galerie, Düsseldorf.
- 12 octobre 2022 - 23 janvier 2023 : Les Choses. Une histoire de la nature morte, Musée du Louvre, Paris

Shädel. Crâne, une huile sur toile de 1983, collection du musée d'Art contemporain de la Haute-Vienne, château de Rochechouart est exposée dans la section « Vanité ».

## Films
- Corinna Belz, Gerhard Richter Painting, Allemagne, 2011, documentaire, couleur, 97 min.
- Florian Henckel von Donnersmarck, L'Œuvre sans auteur, 2018. Le scénario est inspiré de l'enfance et des années de formation de Gerhard Richter[26].